# Allan Michaelsen
Allan Richard Michaelsen (Copenhague, 2 de novembro de 1947 — 2 de março de 2016) foi um futebolista e treinador de futebol dinamarquês que atuou como meia. Obteve 8 convocações para a seleção nacional em sua carreira, marcando um gol.
Recebeu o título de Futebolista Dinamarquês do Ano em 1969. Em clubes, destacou-se por B 1903 (onde iniciou a carreira em 1963), Nantes e Eintracht Braunschweig. Defendeu também o Chiasso e  Svendborg, onde acumulou funções de jogador e técnico entre 1981 e 1982, quando parou de jogar.
Seu filho, Jan Michaelsen, disputou a Copa de 2002 pela Seleção Dinamarquesa. Morreu em 2 de março de 2016, em meio a uma batalha contra um tumor no cérebro.

## Links
- Allan Michaelsen em National-Football-Teams.com